# Jean-Pierre Monseré
Jean-Pierre (Jempi) Monseré, né le 8 septembre 1948 à Roulers et mort le 15 mars 1971 à Sint-Pieters-Lille, est un coureur cycliste belge, professionnel de 1969 à 1971 au sein l'équipe Flandria.

## Biographie
Jean-Pierre Monseré se classe sixième sur la course sur route aux Jeux Olympiques de 1968 à Mexico. Il remporte le Tour de Lombardie 1969, après le déclassement pour dopage du Néerlandais Gerben Karstens. L'année suivante, il remporte, sous un vent violent, sur un circuit vallonné de 271,96 km autour de Leicester, le championnat du monde sur route en battant le Danois Leif Mortensen, deuxième à 2 secondes et l'Italien Felice Gimondi (3e).
Membre — aux côtés des frères Éric et Roger De Vlaeminck — du groupe « Flandria » dirigé par Albéric Schotte, Monseré laisse alors entrevoir une grande carrière de champion cycliste.
Le 15 mars 1971, à l'âge de 22 ans, il meurt percuté de face par une voiture en pleine course, tué sur le coup lors du Grand Prix de la kermesse de Réthy, sur la route de Lille à Gierle, alors qu’il portait le maillot arc-en-ciel. 

## Famille
Issu d'une famille ouvrière, Jean-Pierre Monseré a épousé Annie à l'âge de 18 ans. Il a donné à son fils né en 1969 le nom de Giovanni, en souvenir du coureur italien Giovanni Bramucci qu'il avait connu à Mexico.
En juillet 1976, Giovanni Monseré meurt à l'âge de sept ans après une collision avec une voiture, pendant une course cycliste. Son vélo lui avait été donné pour sa première communion par le cycliste Freddy Maertens.

## Hommages
Un monument a été érigé sur le lieu de l'accident mortel de Jean-Pierre Monseré. Depuis 2012, le Grand Prix Jean-Pierre Monseré est disputé autour de Roulers : il est organisé par le club de Réthy. Les médailles du champion sont conservées au Musée national du cyclisme à Roulers.

## Palmarès sur route

### Palmarès amateur
- 1966
  - 2e du championnat de Belgique sur route juniors
- 1967
  - Champion de Flandre-Occidentale
  - 1rea étape du Tour du Limbourg amateurs
  - 2e du championnat de Belgique interclubs
  - 2e du championnat de Belgique sur route amateurs
  - 10e du championnat du monde sur route amateurs
- 1968
  -  Champion de Belgique sur route militaires
  - Trophée Peugeot
  - 2e du championnat de Belgique sur route amateurs
  - 6e de la course en ligne des Jeux olympiques de Mexico
- 1969
  - Circuit des régions flamandes
  - 4e étape du Tour de Belgique amateurs
  - 4e et 5eb (contre-la-montre par équipes) étapes de l'Olympia's Tour
  - 2e du Zesbergenprijs Harelbeke
  - 2e du Circuit du Hainaut
  - 2e du championnat de Belgique sur route amateurs
  -  Médaillé d'argent du championnat du monde sur route amateurs

### Palmarès professionnel
- 1969
  - Tour de Lombardie
  - 2e de la Coppa Agostoni
  - 3e du Championnat des Flandres
- 1970
  -  Champion du monde sur route
  - 2e et 4e étapes du Tour d'Andalousie
  - Prologue des Quatre Jours de Dunkerque (contre-la-montre par équipes)
  - Circuit des Monts du Sud-Ouest
  - 1re étape de Paris-Luxembourg
  - 2e du Circuit de la région frontalière
  - 2e du Grand Prix de la Banque
  - 2e du Circuit de la vallée de la Lys
  - 2e de Bruxelles-Meulebeke
  - 2e du Circuit du Houtland-Torhout
  - 2e du Championnat des Flandres
  - 3e du championnat de Belgique sur route
  - 6e du Tour des Flandres
  - 6e du Super Prestige Pernod
  - 8e de la Flèche wallonne
  - 10e de Paris-Roubaix
- 1971
  - Tour d'Andalousie :
    - Classement général
    - 1re et 3e étapes

  - 2e du Circuit du Sud-Ouest

## Palmarès sur piste
- 1966
  - 2e du championnat de Belgique de poursuite par équipes amateurs
- 1967
  -  Champion de Belgique de poursuite par équipes amateurs (avec Rudy Serruys, Ronny Van Marcke et Arm. Van Wijnsberghe)
- 1968
  -  Champion de Belgique de poursuite par équipes amateurs (avec Christian Callens, Rudy Serruys et Ronny Van Marcke)
- 1970
  -  Champion de Belgique de l'omnium
  - Six jours de Gand (avec Patrick Sercu)
  - Omnium d'Anvers (avec Patrick Sercu et Roger De Vlaeminck)
  - Omnium de Milan (avec Eddy Merckx)
  - Omnium de Gand (avec Patrick Sercu)
- 1971
  -  Champion de Belgique de l'américaine (avec Patrick Sercu)
  - Omnium de Bruxelles (avec Eddy Merckx, Roger De Vlaeminck et Ferdinand Bracke)
  - 2e des Six jours d'Anvers (avec Dieter Kemper et Julien Stevens)